# Schneckenbach (Wiese)
Der Schneckenbach ist ein gut ein Kilometer langer Bach des Südschwarzwaldes im baden-württembergischen Landkreis Lörrach. Er entspringt auf dem Gebiet der Gemeinde Fröhnd im Gewann Auf der Wurzen und mündet in Schönau im Schwarzwald im Ortsteil Brand von links und Osten in die Wiese.

## Geographie

### Verlauf
Der Schneckenbach entspringt etwa 400 Meter nordwestlich des Schneckenkopf-Gipfels auf dem Gebiet der Gemeinde Fröhnd auf etwa 795 m ü. NHN. Von dort fließt er in nordwestlicher Richtung und überquert nach knapp 100 Metern bereits die Grenze zum Gemeindegebiet der Stadt Schönau im Schwarzwald und setzt seinen Lauf durch seinen bewaldeten, engen Dobel fort. In seinem Bett findet sich moosüberzogenes Geröll, an mehreren Orten teilt und vereinigt er sich wieder.  Die letzten gut 50 Meter markiert er einen Feldrain, ehe er beim Schönauer Ortsteil Brand auf etwa 514 m ü. NHN von links und Osten in die Wiese mündet.
Der gut 1000 Meter lange Lauf des Schneckenbachs mündet rund 280 Höhenmeter unterhalb seiner Quelle, er hat somit ein mittleres Sohlgefälle von etwa 28 %.

### Einzugsgebiet
Das naturräumlich zum Südschwarzwald gehörende Einzugsgebiet ist etwa 45 Hektar groß und liegt zu knapp 60 % auf dem Gebiet der Stadt Schönau im Schwarzwald, die restlichen gut 40 % gehören zum Gemeindegebiet von Fröhnd. Der höchste Punkt des Einzugsgebiets liegt im Südosten auf dem Gipfel des Schneckenkopfs (995,8 m ü. NHN).
Die Einzugsgebiete der folgenden Nachbargewässer grenzen an:
- Im Norden konkurriert der Schleifenbach, der direkt oberhalb in die Wiese mündet;
- im Südosten entwässert der Künabach und sein Nebenlauf Tiefengraben weiter unterhalb in die Wiese;
- im Süden konkurriert der weitgehend parallel verlaufende Grenzbach, der sich direkt unterhalb in die Wiese ergießt.

### Zuflüsse
Auf der amtlichen Gewässerkarte ist lediglich ein namenloser Zufluss eingezeichnet, er entspringt auf etwa 795 m ü. NHN, ist rund 130 m lang und mündet auf etwa 748 m ü. NHN von rechts und Osten.

### Flusssystem Wiese
- Fließgewässer im Flusssystem Wiese